# Husseinitas

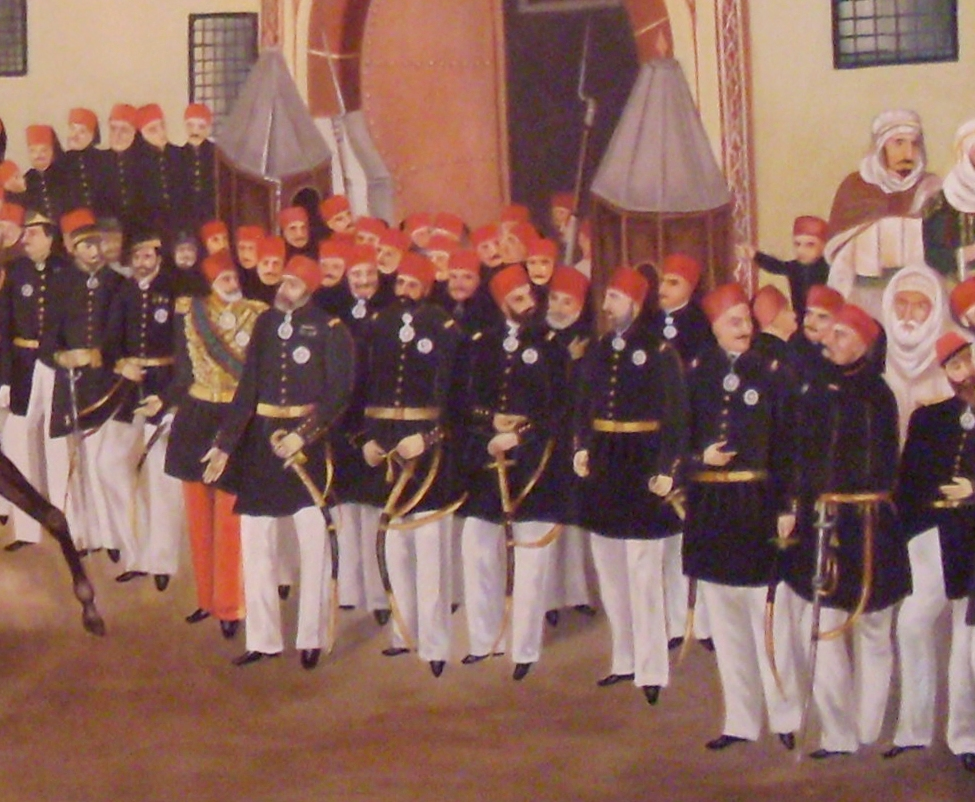
e os seus dignitários mamelucos

Os Husseinitas (em árabe: حسينيون) foram uma dinastia que reinou na Tunísia entre o início do século XVIII e a proclamação da república em 1957. O herdeiro do bei de Tunes ostentou o título de "bei do campo" (bey al-mahalla) até à independência, quando assumiu o título de príncipe herdeiro. Após a queda da monarquia passou a ser o chefe da casa real. A dinastia foi instaurada em 15 de julho de 1705 por Huceine ibne Ali.

## História
Depois das disputas incessantes entre corsários e janízaros pelo controlo de facto do governo da regência otomana durante o século XVII, ibne Ali impõe-se em 1705 como bei de Tunes e funda a dinastia. Graças à estabilidade política e às competências dos imigrantes mouriscos da Andaluzia, a Tunísia conhece um novo relançamento económico. Os corsários passam a gozar de menos estima e a agricultura e comércio com os europeus são de novo encorajados.
Em 1736 Ali I Paxá toma o poder destronando o seu tio Huceine Bei, que será morto pelo seu sobrinho-neto Iunus a 13 de maio de 1740. Em 1756m Ali Bei é derrubado pelos dois filhos do seu predecessor que se apoderam de Tunes com a ajuda do bei de Constantina, Maomé Arraxide Bei (r. 1756–1759) e Ali II ibne Huceine (r. 1759–1782).
O domínio argelino só termina em 1807 com uma vitória dos Tunisinos liderados por Hammuda Paxá (r. 1782–1814). Após a eliminação dos janízaros, a influência otomana diminui ainda mais na Tunísia, o que significa que os Husseinitas passam a governar praticamente sozinhos o país. Entretanto, a economia tunisina foi consideravelmente enfraquecida por várias epidemias de peste e de cólera, bem como a destruição da frota corsária pela França em 1827.

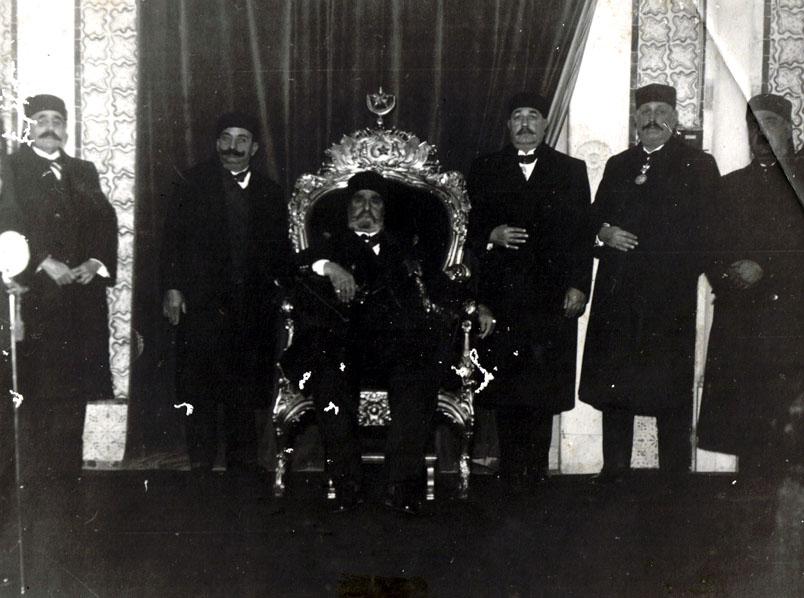
A corte husseinita em 1942; ao centro, no trono, ; à sua direita os príncipes beilhicais; à esquerda o herdeiro do trono Moncef Bei e o ministro Abdeljelil Zaouche.

A Hammuda seguem-se os reinados de Mamude Bei (r. 1814–1824), Huceine II Bei (r. 1824–1835), Mustafá Bei (r. 1835–1837) e Amade I Bei (r. 1837–1855). Este último é um dos soberanos mais enérgicos da dinastia. Durante os reinados dos beis seguintes, Maomé Bei (r. 1855–1859) e Saduque Bei (r. 1859–1882) são lançadas reformas com o objetivo de modernizar o país, as quais provocam um forte endividamento e a falência do Estado tunisino.
Em 1869, o Reino Unido, a França e a Itália tomam o controlo financeiro da Tunísia por intermédio duma comissão financeira internacional para supervisionar o reembolso da dívida pública do país. Com o chamado "pacto fundamental", todos os privilégios são abolidos e são conferidos direitos cívicos a todos os Tunisinos. No entanto, apesar desta lei ter sido confirmada em 1861 pela primeira constituição do mundo árabe, ela nunca chegou a entrar em vigor devido às revoltas das tribos. Após a França aceitar a ocupação do Chipre pelo Reino Unido, viu-se com as mãos livres na Tunísia, ocupou  país e impõe a Sadok Bei do Tratado do Bardo, assinado a 12 de maio de 1881, onde se reconhece o protetorado francês da Tunísia. Desde então, o poder dos soberanos passa a ser simbólico.
Após a declaração de independência em 1956, o último soberano, Muhammad VIII (conhecido como Lamine Bei), dirige provisoriamente o "Reino da Tunísia", sem contudo mudar oficialmente o seu título. É deposto a 25 de julho de 1957, devido às pressões do primeiro-ministro Habib Bourguiba. Os Husseinitas são também desapossados dos seus bens com a proclamação da república. Quando Lamine Bei morreu, a 30 de setembro de 1962, o príncipe herdeiro Hassine Bei (1893–1969), terceiro filho de Naceur Bei e irmão mais novo de Moncef Bei, fica à frente da casa real tunisina. Depois da morte de Hassine Bei nenhum príncipe da família real reclamou o título de herdeiro, mas os mais idosos continuam a suceder-se na cabeça da dinastia.

## Lista de beis husseinitas
| Nome               | Reinado | Reinado | Notas                                 |
| Nome               | Início  | Fim     | Notas                                 |
| ------------------ | ------- | ------- | ------------------------------------- |
| Huceine I Bei      | 1705    | 1735    |                                       |
| Ali I Paxá         | 1735    | 1756    |                                       |
| Maomé Arraxide Bei | 1756    | 1759    |                                       |
| Ali II Bei         | 1759    | 1782    | Regente do príncipe Hamuda desde 1777 |
| Hamuda Paxá        | 1782    | 1814    | Reinado mais longo (32 anos)          |
| Osmã Bei           | 1814    | 1814    | Reinado mais curto (3 meses)          |
| Mamude Bei         | 1814    | 1824    |                                       |
| Huceine II Bei     | 1824    | 1835    |                                       |
| Mustafá Bei        | 1835    | 1837    |                                       |
| Amade I Bei        | 1837    | 1855    |                                       |
| Maomé Bei          | 1855    | 1859    |                                       |
| Saduque Bei        | 1859    | 1882    | Início do protetorado francês (1881)  |
| Ali III Bei        | 1882    | 1902    |                                       |
| Hedi Bei           | 1902    | 1906    |                                       |
| Nácer Bei          | 1906    | 1922    |                                       |
| Habibe Bei         | 1922    | 1929    |                                       |
| Amade II Bei       | 1929    | 1942    |                                       |
| Moncefe Bei        | 1942    | 1943    |                                       |
| Alamim Bei         | 1943    | 1957    | Último bei de Tunes                   |